# Chanty-Mansijsk
Chánty-Mansíjsk (in russo Ха́нты-Манси́йск?, anche traslitterata come Khanty-Mansiysk o Hanty-Mansijsk; in ostiaco Ёмвош, Ëmwoš, o Ёмвоҷ, Ëmwoç̌; in vogulo Абга, Abga) è una città della Russia, situata sul fiume Irtyš, 15 km prima della sua confluenza nell'Ob', nella Siberia occidentale. È la capitale della Chantia-Mansia, cioè del circondario autonomo degli Chanty-Mansi-Jugra.

## Storia

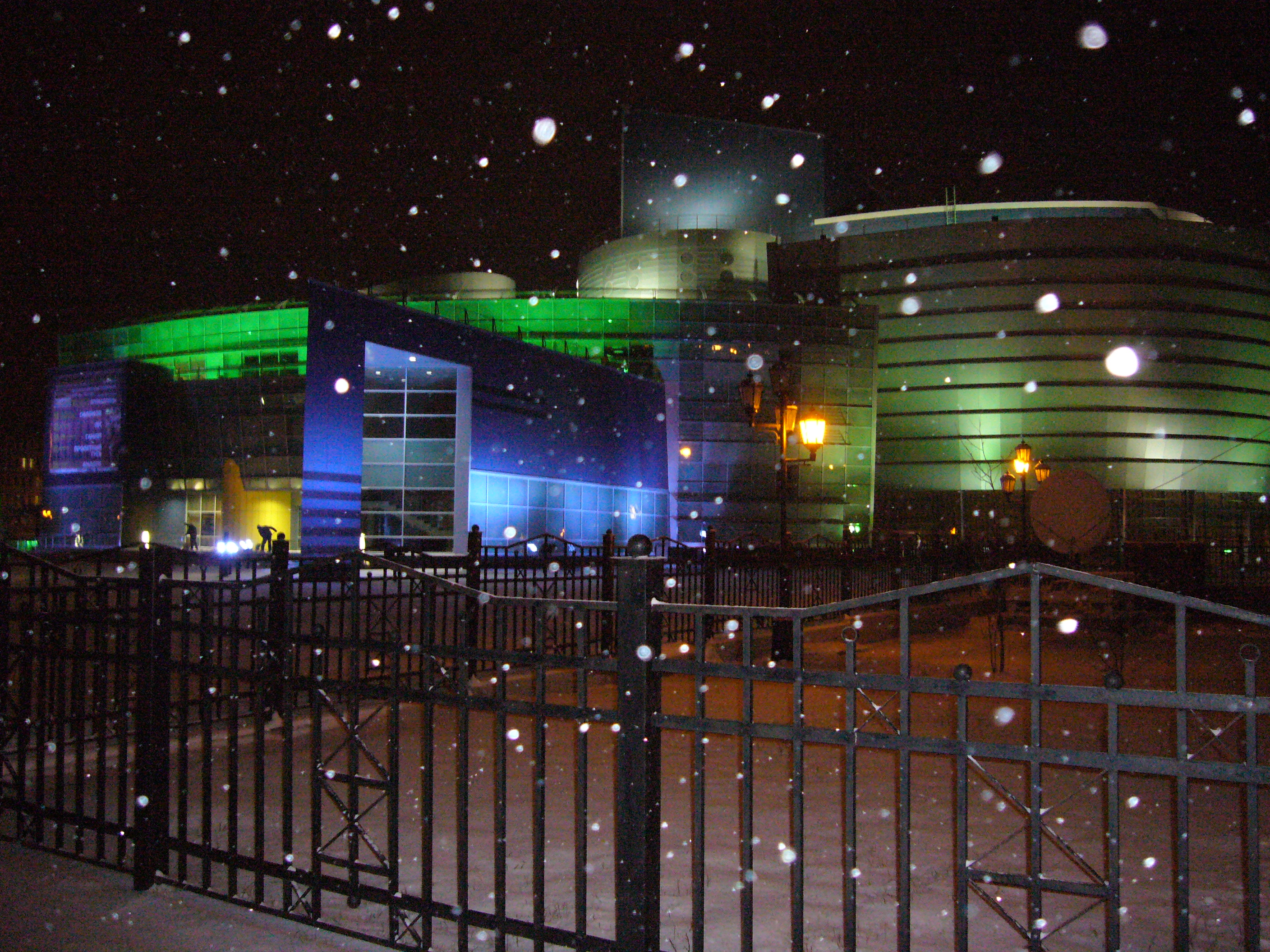
Il teatro

L'insediamento fu fondato nel 1931 con il nome di Ostjako-Vogul'sk (in russo Остяко-Вогульск?), dai nomi con cui erano noti precedentemente le due popolazioni ugro-finniche dei Chanti (Ostiachi) e dei Mansi (Voguli), che danno il nome all'omonimo circondario autonomo. Nel 1940 ricevette l'attuale nome ma ottenne lo status di città solo nel 1950, quando si fuse con il villaggio di Samarovo.

## Geografia fisica

### Clima

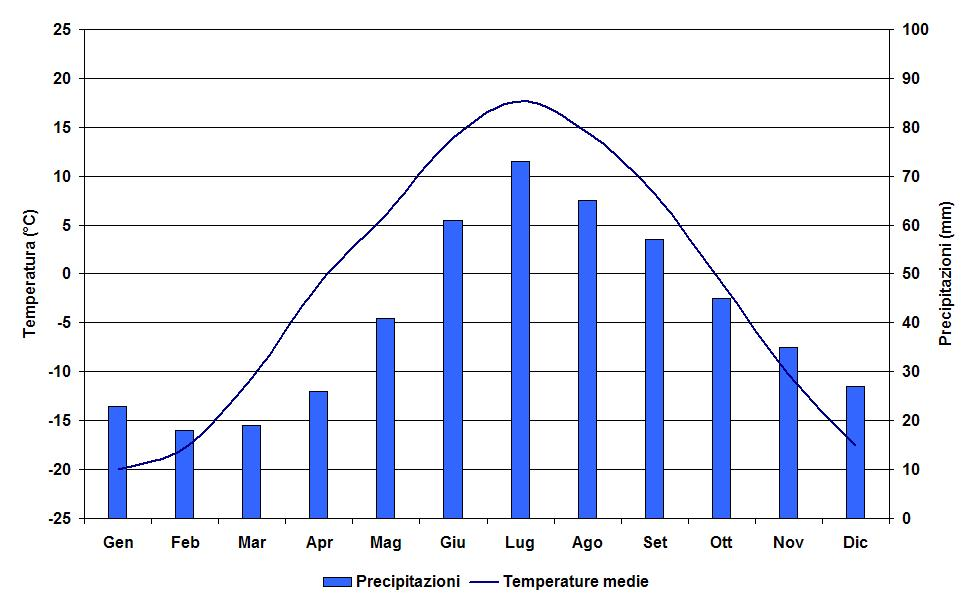

La città ha un clima di tipo continentale freddo, tipico di tutto il bassopiano siberiano occidentale.
Dati climatici (fonte: Worldclimate.com)
- Temperatura media annua: −1,6 °C
- Temperatura media del mese più freddo (gennaio): −20,0 °C
- Temperatura media del mese più caldo (luglio): 17,6 °C
- Precipitazioni medie annue: 488 mm

| Chanty-Mansijsk (1991-2020) Fonte: | Mesi         | Mesi         | Mesi         | Mesi         | Mesi         | Mesi        | Mesi        | Mesi        | Mesi        | Mesi         | Mesi         | Mesi         | Stagioni | Stagioni | Stagioni | Stagioni | Anno  |
| Chanty-Mansijsk (1991-2020) Fonte: | Gen          | Feb          | Mar          | Apr          | Mag          | Giu         | Lug         | Ago         | Set         | Ott          | Nov          | Dic          | Inv      | Pri      | Est      | Aut      | Anno  |
| ---------------------------------- | ------------ | ------------ | ------------ | ------------ | ------------ | ----------- | ----------- | ----------- | ----------- | ------------ | ------------ | ------------ | -------- | -------- | -------- | -------- | ----- |
| T. max. media (°C)                 | −15,2        | −12,8        | −3,3         | 4,7          | 13,7         | 20,3        | 22,9        | 19,0        | 12,2        | 3,7          | −7,2         | −12,8        | −13,6    | 5,0      | 20,7     | 2,9      | 3,8   |
| T. media (°C)                      | −19,1        | −16,7        | −7,8         | 0,0          | 8,3          | 15,4        | 18,2        | 14,5        | 8,2         | 0,7          | −10,4        | −16,6        | −17,5    | 0,2      | 16,0     | −0,5     | −0,4  |
| T. min. media (°C)                 | −23,0        | −20,6        | −12,1        | −4,3         | 3,4          | 11,0        | 13,7        | 10,6        | 4,7         | −2,1         | −13,6        | −20,5        | −21,4    | −4,3     | 11,8     | −3,7     | −4,4  |
| T. max. assoluta (°C)              | 2,7 (1948)   | 4,5 (2004)   | 13,0 (1951)  | 25,1 (1995)  | 34,5 (1952)  | 34,5 (1955) | 34,7 (2021) | 33,2 (2020) | 27,3 (1982) | 20,4 (1991)  | 8,7 (1967)   | 3,1 (1981)   | 4,5      | 34,5     | 34,7     | 27,3     | 34,7  |
| T. min. assoluta (°C)              | −49,0 (1964) | −46,5 (1951) | −40,1 (1966) | −28,6 (1964) | −14,9 (1901) | −4,6 (1964) | 1,2 (1899)  | −1,0 (1901) | −7,5 (1992) | −28,6 (1977) | −43,4 (1968) | −49,0 (1968) | −49,0    | −40,1    | −4,6     | −43,4    | −49,0 |
| Nuvolosità (okta al giorno)        | 7,0          | 6,5          | 6,3          | 6,4          | 6,9          | 6,6         | 6,2         | 7,1         | 7,6         | 7,7          | 7,4          | 7,1          | 6,9      | 6,5      | 6,6      | 7,6      | 6,9   |
| Precipitazioni (mm)                | 29           | 25           | 30           | 30           | 43           | 61          | 72          | 84          | 56          | 47           | 38           | 34           | 88       | 103      | 217      | 141      | 549   |
| Giorni di pioggia                  | 0,3          | 1,0          | 2,0          | 10,0         | 18,0         | 19,0        | 17,0        | 20,0        | 21,0        | 15,0         | 3,0          | 1,0          | 2,3      | 30,0     | 56,0     | 39,0     | 127,3 |
| Nevicate (cm)                      | 41           | 50           | 53           | 24           | 1            | 0           | 0           | 0           | 0           | 2            | 13           | 27           | 118      | 78       | 0        | 15       | 211   |
| Giorni di neve                     | 27           | 25           | 21           | 15           | 7            | 1           | 0           | 0,1         | 4,0         | 16,0         | 26,0         | 28,0         | 80,0     | 43,0     | 1,1      | 46,0     | 170,1 |
| Giorni di nebbia                   | 1            | 1            | 1            | 1            | 1            | 0,3         | 1,0         | 2,0         | 2,0         | 3,0          | 1,0          | 1,0          | 3,0      | 3,0      | 3,3      | 6,0      | 15,3  |
| Umidità relativa media (%)         | 83           | 81           | 76           | 69           | 65           | 66          | 71          | 78          | 81          | 83           | 85           | 84           | 82,7     | 70       | 71,7     | 83       | 76,8  |
| Vento (direzione-m/s)              | S 2,4        | W 2,3        | SW 2,5       | W 2,7        | N 2,7        | W 2,4       | N 2,1       | W 2,1       | W 2,2       | W 2,5        | SW 2,5       | W 2,4        | 2,4      | 2,6      | 2,2      | 2,4      | 2,4   |

## Società

### Evoluzione demografica
Fonte: mojgorod.ru
- 1939: 7 500
- 1959: 20 700
- 1989: 34 500
- 2002: 53 953
- 2006: 59 600

## Infrastrutture e trasporti

### Strade
Nel 2004 è stato aperto il ponte Drago rosso sul fiume Irtyš, lungo più di 1,3 km.

### Aeroporti
La città è servita da uno scalo aeroportuale, l'Aeroporto di Chanty-Mansijsk, che è tra le basi operative (hub) della compagnia aerea russa UTair. Lo scalo mette in comunicazione la città con numerosi altri aeroporti in territorio russo e nel Tagikistan (Aeroporto di Chujand).

## Sport

### Scacchi
Nel 2010 si è disputata a Chanty-Mansijsk la 39ª edizione delle Olimpiadi degli scacchi.
In marzo 2014 vi si è svolto il torneo dei candidati, vinto con un turno di anticipo da Vishy Anand, che ha così acquisito il diritto di essere lo sfidante di Magnus Carlsen nel Campionato del mondo 2014.

### Sport invernali
Stazione sciistica specializzata nello sci nordico, Chanty-Mansijsk è conosciuta soprattutto per le gare di biathlon: ha ospitato quattro edizioni dei Campionati mondiali (nel 2003, nel 2005, nel 2010 e nel 2011) e numerose tappe di Coppa del Mondo, che vi si svolgono annualmente dal 1999-2000.
Chanty-Mansijsk ha ospitato anche alcune gare minori di sci di fondo.
La città ospita lo Jugra Chanty-Mansijsk, squadra di hockey su ghiaccio che milita nella Kontinental Hockey League.